# Pascal Thémanlys
Pascal Thémanlys, alias de Pascal Moyse (París, 27 de septiembre de 1909-Jerusalén, 25 de junio ded 2000) escritor y cabalista franco-israelí cuya obra versaba en la Cábala y la « filosofía cósmica » del ocultista Max Théon, de la que sus padres fueron los representantes de Francia. 
Durante la Segunda Guerra Mundial, fue parte de la resistencia y se refugió en Pau. En 1947, se casó con su esposa Raymonde, con la que fue padre de 4 hijos. En 1953, emigró a Israel donde dirigió la sección francesa del departamento de información de la Agencia judía y fundó las Amitiés Israël-France. Paralelamente, militó a favor de un sionismo espiritual y reunió en Jerusalén a un círculo de estudiosos consagrados a la cábala en la tradición de Isaac Louria y a la filosofía cósmica de Max Théon.

## Obra
- Le Monocle d’émeraude, prefacioHélène Vacaresco, Delpeuch, Parií 1924.
- Le Souffleur, orné de vingt dessins par George Bouche, Marcelle Lesage, París, 1927.
- Figures passionnées, Delpeuch, París, 1930. Contiene: La Reine aux grands travaux ; Le Même ; La Femme et la fée ; La Première prostituée.
- Les Merveilles du Becht, Lipschutz, París, 1934.
- Grands d'Israël : des Pharisiens à nos jours, París, 1938
- Cocktail de fruits, Beresniak, París, 1938.
- Détresse et résistance juives, Grenoble, 1944.
- Influences, Pro Libro, París, 1949.
- Max Théon et la philosophie cosmique, Bibliothèque cosmique, 1955.:
- Un itinéraire de Paris à Jérusalem, Ahva, Jerusalén, 1963.
- Shaar Lesodoth Hahitbonenouth (en lengua hebrea) Argaman, Jerusalén, 1981.
- In Way of Meditation in the Light of the Kabbala (en lengua inglesa), Argaman, Jerusalén, 1981.
- Likrat Haboker Hagadol? (en hebreo), Argaman, Jerusalén, 1982.
- Si ‘hou Bekhoi Niflotav (conversaciomes con Danièle Storper, en hebreo), Argaman, Jerusalén 1987.
- Or ‘Hadash al Tsion (en hebreo), Argaman, Jerusalén, 1987.
- Visions of the Eternal Present (en inglés) Argaman, Jerusalén, 1991.
- À l’approche du grand matin, Argaman, Jerusalén, 1996.